# William Bonetemps
William Bonetemps (fl. anos 1430) foi um cónego de Windsor a partir de 1431 a 1442.

## Carreira
Ele foi nomeado:
- Reitor de Littleton até 1431
- Prebendário da 10ª bancada em St Stephen's Westminster 1420-1431

Ele foi nomeado para a oitava bancada na Capela de São Jorge, Castelo de Windsor, em 1431, e manteve a canonaria até 1442.